# Tanymastix motasi
Tanymastix motasi är en kräftdjursart som beskrevs av Traian Orghidan 1945. Tanymastix motasi ingår i släktet Tanymastix och familjen Tanymastigiidae. Inga underarter finns listade i Catalogue of Life.